# リチャード・シュミット
リチャード・シュミット（Richard Schmidt, 1941年 - 2017年）は、ハワイ大学言語学科の名誉教授である。主な研究対象は、成人の第二言語習得における認知的要因および感情的要因であり、気づき仮説（noticing hypothesis）の提唱者として最もよく知られている。2003年にはアメリカ応用言語協会の会長を務め、最近ではハワイ大学マノア校の国立外国語資源センターの上級コンサルタントも務めた。